# 唐王山站
唐王山站是一个沈大铁路和沟海铁路上的铁路车站，位于辽宁省海城市王石镇，建于1935年，目前为四等站，邮政编码为114203。目前客运：办理旅客乘降；行李、包裹托运；货运：仅办理专用线、专用铁道整车货物发到。